# Герберт Персівал Джеймс Маршалл
Герберт Персіваль Джеймс Маршалл (англ. Herbert Percival James Marshall, 20 січня 1906 — 28 травня 1991) — британський кінорежисер, теоретик кіно, літератор, перекладач.

## Біографія
У 1935 році, проживаючи в Москві, Маршалл одружився з Фреді Брілліант, актрисі та скульпторці польського походження, з якою часто співпрацював. У 1937 році вони переїхали до Лондона, а в 1939 році написали сценарій для соціалістичного фільму «Горда долина».
На початку Другої світової війни пара стала більше залучатися до театру. Найуспішнішою їх постановкою стала лондонська антифашистська п'єса Роберта Ардрі «Громова скеля», яку Маршалл поставив і в якій знялася Брілліант. У постановці також знявся Майкл Редгрейв, спочатку в Театрі сусідства в Південному Кенсінгтоні, а потім у The Globe в лондонському Вест-Енді. Маршалл продюсував фільм «Брати Боулінг» (1942).
З дружиною він написав «Тинкер» (1949), режисером якого став Маршалл. Це напівдокументальний фільм про навчання молодих хлопців перед початком роботи на шахтах. Фільм виграв премію Единбурзького кінофестивалю в 1949 році.
У 1950-х і 60-х Маршалл і Брілліант жили в Індії. У 1966 вони повернулися до США, де йому запропонували професорську посаду в Центрі радянських і східноєвропейських студій Університету Південного Іллінойсу в Карбондейлі. Врешті-решт він піде на пенсію в 1979 році, ставши видатним професором з радянської літератури та театрального мистецтва.
Як пише The New York Times, "пан Маршалл також засновував театральні колективи, працював директором театру Олд Вік в Лондоні, був консультантом з театральної архітектури, продюсував фільми та режисури у Радянському Союзі, Англії, Іспанії, Індії й США. … Він також переклав десятки російських віршів, п'єс та оповідань, написав більше десятка книг і сценаріїв ".